# Borovica
Borovica (cyr. Боровица) – wieś w Czarnogórze, w gminie Pljevlja. W 2011 roku liczyła 205 mieszkańców.